# Orde van Wetenschappelijke Verdienste (Roemenië)
De Orde van Wetenschappelijke Verdienste (Roemeens:"Ordinul Meritul Stiintific") werd door de regering van de Volksrepubliek Roemenië uitgereikt voor uitmuntende prestaties in de wetenschap. De orde was in 1966 ingesteld en werd in drie graden uitgereikt. Het was een onderscheiding van het type van de socialistische orde en er waren geen ridders, alle gedecoreerden waren "dragers". Ze droegen gouden, zilveren en bronzen sterren. Sommige sterren waren van goud maar meestal gaat het om verzilverde en vergulde bronzen sterren. Het aan de orde verbonden baton was wit met een brede rode middenstreep.
Na de val van het communisme verdween deze orde, ze werd vervangen door de Orde van Culturele Verdienste
Het versiersel van de orde werd naar Russisch voorbeeld op de borst gedragen. Het is een ster met vijf punten die op lauwerkrans is gelegd. Daaronder ligt een ster met zes punten.In het centrale donkerrode medaillon is een opengeslagen boek afgebeeld. Op de gouden ring staat een klein Roemeens vlaggetje.
Aan de orde was een medaille, de "Medalia Meritul Științific" verbonden.
Orde van Michaël de Dappere ·
Orde van Carol I ·
Koninklijke Bene Merenti Orde ·
Orde van de Ster van Roemenië ·
Herinneringskruis voor Dames ·
Orde van het Kruis van Koningin Maria ·
Orde van Verdienste ·
Orde voor Trouwe Dienst ·
Orde van Verdienste voor de Landbouw ·
Orde van de Kroon van Roemenië ·
Orde van Ferdinand I ·
Orde voor Culturele Verdienste ·
Ereteken van de Roemeense Adelaar ·
Orde voor Dappere Vliegeniers ·
Orde van de Ster van de Volksrepubliek Roemenië ·
Held van de Socialistische Republiek Roemenië ·
Heldenmoeder van de Socialistische Republiek Roemenië ·
Held van de Socialistische Arbeid ·
Orde van de Overwinning van het Socialisme ·
Orde van Wetenschappelijke Verdienste ·
Orde van Medische Verdienste ·
Orde van Tudor Vladimirescu ·
Orde van de Ster van de Socialistische Republiek Roemenië ·
Orde van de Arbeid ·
Held van de Nieuwe Agrarische Revolutie

Zie ook: Ridderorden in Roemenië